# SN 2004gy
SN 2004gy – supernowa typu II odkryta 28 grudnia 2004 roku w galaktyce A130358+2614. W momencie odkrycia miała maksymalną jasność 17,00m.